# همیستد
همیستد (به هلندی: Heemstede) یک روستا در هلند است که در هاتن (شهر) واقع شده‌است.